# Romuald Niescher
Romuald Niescher (* 9. Februar 1933 in Innsbruck; † 22. Mai 2017) war ein österreichischer Politiker (ÖVP). Insbesondere war er von 1983 bis 1994 Bürgermeister von Innsbruck.

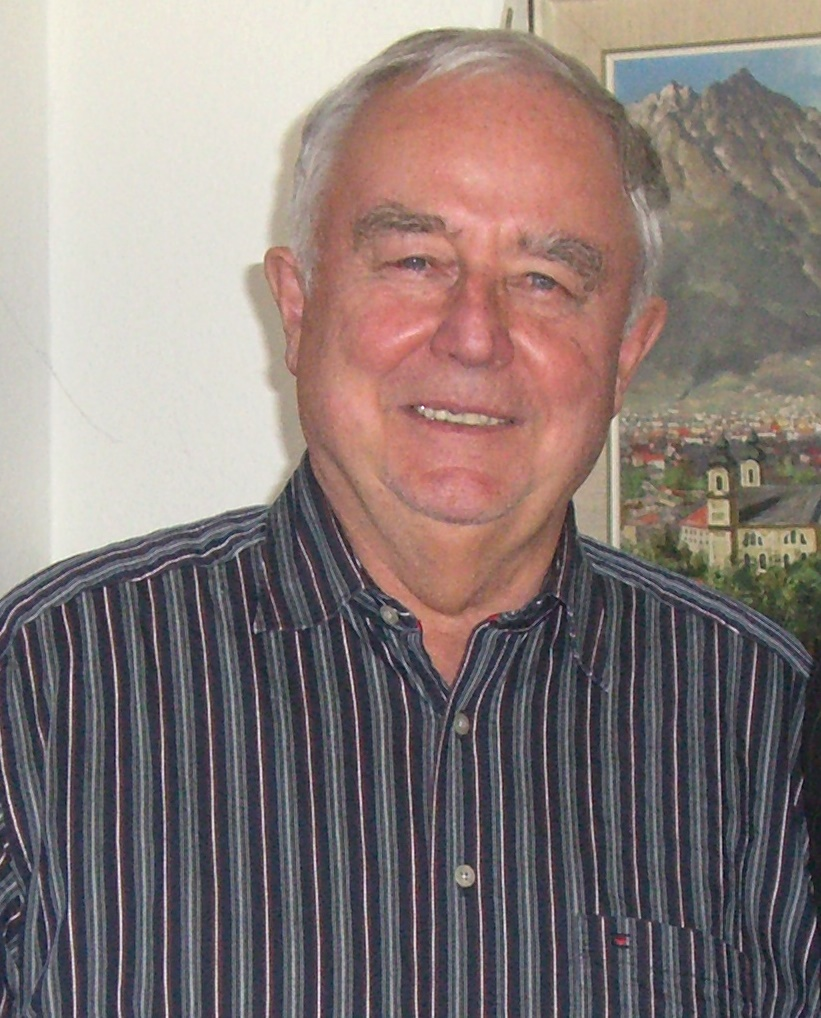
Romuald Niescher, im Februar 2008

## Leben
Niescher besuchte in Innsbruck die Volksschule und das Akademische Gymnasium. 1951 wurde er Mitglied der MKV-Verbindung KÖStV Teutonia Innsbruck. Wegen einer schweren Krankheit musste Niescher den Schulbesuch abbrechen. 1953 trat er in den Dienst der Tiroler Gemeinnützigen Wohnbaugesellschaft ein. Nebenbei nahm er das Studium an der Arbeitermittelschule wieder auf und konnte im Jahre 1955 die Matura nachholen. Er fand in dieser Zeit den Weg zur Studentenverbindung AV Austria Innsbruck im ÖCV. In der Tiroler Gemeinnützigen wurde er 1971 zum Prokuristen bestellt. Nach Ausscheiden aus dem Bürgermeisteramt war Niescher als erster Geschäftsführer des Innsbrucker Sozialfonds (Altenheime- und Pflegeheime der Stadt Innsbruck; Kurzbezeichnung ISF; der heutige ISD) tätig. Im Tiroler Jugendherbergswerk war er noch bis zum Ableben als ehrenamtlicher Obmann tätig. Ebenso war Niescher im Beirat des Tiroler Sozialdienstes ehrenamtlich tätig.
Romuald Niescher heiratete 1960 Gertrud Obwexer, mit der er drei Kinder, Romuald, Matthias und Barbara Niescher, bekam.
Am 22. Mai 2017 verstarb Romuald Niescher. Am Dienstag, den 30. Mai 2017 um 8 Uhr fand eine Sondergemeinderatssitzung in Beisein u. a. von LH Günther Platter und Landtagspräsident Herwig Van Staa in memoriam Altbürgermeister Romuald Niescher im Innsbrucker Rathaus statt. Am Mittwoch, den 31. Mai 2017 um 15 Uhr wurde der Gedenkgottesdienst in der Stiftskirche Wilten abgehalten. Anschließend wurde der Verstorbene im Kondukt zum Westfriedhof begleitet.

## Politische Laufbahn
Niescher trat 1954 zur Jungen Generation der ÖVP bei, 1961 auch zur Unterorganisation ÖAAB. Er war acht Jahre Stellvertretender Landesvorsitzender der Jungen Generation.  Im Oktober 1965 wurde er Gemeinderat in Innsbruck, 1966 Obmann der ÖVP im Innsbrucker Stadtteil Reichenau. 1971 wurde er amtsführender Stadtrat, zuständig für das Rechtswesen, Wohnungswesen, Vermögensverwaltung, Grundstücks- und Gebäudeverwaltung und Friedhöfe. 1977 wurde er erster Vizebürgermeister, am 1. Juni 1979 Stadtparteiobmann der ÖVP in Innsbruck. Von 1983 bis 1994 war Niescher Bürgermeister in Nachfolge von Alois Lugger.
Romuald Niescher setzte in seiner Amtszeit mehrere Projekte um, darunter ein neues Verkehrskonzept für Innsbruck mit der Einführung der gebührenpflichtigen Zonen, die Schaffung des Freizeitareals Baggersee in der Rossau und die Initiierung zur Einführung des ersten Notarztwagens (NAW) in der Landeshauptstadt.
In den 1990er-Jahren hatte Innsbruck finanzielle Probleme. Zudem gab es innerparteilichen Reformdiskussionen, die letztlich zur Abspaltung und Gründung der Bürgerbewegung „Für Innsbruck“ unter seinem Nachfolger Herwig van Staa. Die gescheiterte Olympia-Volksbefragung im Herbst 1993 mündete in die Wahlniederlage der Innsbrucker ÖVP vom April 1994. Dies war der entscheidende Faktor für den politischen Abschied Nieschers von der Politik im Jahr 1994.

## Auszeichnungen
Romuald Niescher wurde mit dem Verdienstkreuz des Landes Tirol, mit dem Großen Ehrenzeichen der Republik Österreich, dem Ehrenzeichen des Landes Tirol, der Olympiamedaille 1976 und dem Großen Goldenen Ehrenzeichen der Republik Österreich ausgezeichnet.
Der Gemeinderat der Stadt Innsbruck hat Romuald Niescher auf Grund seiner jahrzehntelangen gemeinderätlichen Tätigkeit und seines elfjährigen Wirkens als Bürgermeister von Innsbruck die Ehrenbürgerwürde zuerkannt, die ihm gemeinsam mit Paul Flora am 25. September 2002 verliehen wurde.
Der Akademische Senat der Leopold-Franzens-Universität Innsbruck hat mit Beschluss vom 18. März 1999 Romuald Niescher den Titel eines „Ehrenbürgers“ verliehen.
Seit 19. Mai 2013 war Romuald Niescher Ehrenringträger des Mittelschüler-Kartell-Verbandes (MKV).